# كيلي ماكغريغور
كيلي ماكغريغور (بالإنجليزية: Keli McGregor)‏ هو لاعب كرة قدم أمريكية أمريكي، ولد في 23 يناير 1963 في بريمهار في الولايات المتحدة، وتوفي في 20 أبريل 2010 في مدينة سولت ليك في الولايات المتحدة.

## وصلات خارجية
- كيلي ماكغريغور على موقع مرجع كرة القدم المحترفة.كوم (الإنجليزية)
- كيلي ماكغريغور على موقع قاعة كولورادو للمشاهير الرياضية (الإنجليزية)